# Lago Canower
El lago Canower (en alemán: Canowersee) es un lago situado en el distrito de Llanura Lacustre Mecklemburguesa, en el estado de Mecklemburgo-Pomerania Occidental (Alemania), a una altitud de 56 metros; tiene un área de 50 hectáreas.